# Eleições parlamentares em Liechtenstein de 2021
As eleições parlamentares no Liechtenstein em 2021 foram realizadas em 7 de fevereiro de 2021, para eleger os 25 membros do Landtag de Liechtenstein.
A União Patriótica (VU) e o Partido dos Cidadãos Progressistas (FBP) elegeram dez deputados, com a VU recebendo apenas 42 votos a mais que o FBP. Os Independentes, que terminaram em terceiro nas eleições de 2017, mas sofreram uma divisão em 2018 quando três de seus cinco parlamentares se separaram para formar os Democratas pelo Liechtenstein (DpL), perderam representação parlamentar, enquanto DpL elegeu 2 deputados. A Lista Livre manteve os seus três assentos, tornando-se o terceiro maior partido do Landtag.
Após as eleições, a VU e o FBP serão convidados a formar um governo de coligação. Se a líder do FBP, Sabine Monauni, se tornar primeira-ministra após a eleição, ela será a primeira mulher a liderar o país.

## Sistema político e eleitoral
Os 25 membros do Landtag são eleitos por quatro anos por dois círculos eleitorais, Oberland e Unterland, com 15 e 10 cadeiras, respectivamente. Todas as cadeiras são preenchidas por representação proporcional entre as listas de candidatos que obtiveram pelo menos 8% dos votos expressos a nível nacional,
Os eleitores votam verificando os nomes dos candidatos das várias listas de nomes propostas pelos partidos. Há tantos nomes em cada lista e cada cidadão tem tantos votos quantas cadeiras a serem preenchidas, e um voto para um candidato é igual a um voto para seu partido. A distribuição proporcional é então feita de acordo com o método do maior resto, aplicando o denominado quociente de Hagenbach-Bischoff. As cadeiras atribuídas aos partidos são então distribuídas pelos seus candidatos que receberam mais votos em seu nome.
Desde 2001, o direito de voto é adquirido aos dezoito anos de idade. A votação em si é obrigatória. Uma multa de até 20 francos suíços é imposta aos não votantes que não apresentem uma justificação válida (viagem, doença, etc.). Na prática, essa multa não é exigida. 

## Partidos
| Partido | Partido                            | Líder                             | Ideologia                | Espectro                 |
| ------- | ---------------------------------- | --------------------------------- | ------------------------ | ------------------------ |
|         | Partido dos Cidadãos Progressistas | Sabine Monauni                    | Conservadorismo nacional | Centro-direita a Direita |
|         | União Patriótica                   | Daniel Risch                      | Conservadorismo liberal  | Centro-direita           |
|         | Os Independentes                   | Harry Quaderer                    | Populismo de direita     | Direita                  |
|         | Lista Livre                        | Conny Büchel Brühwiler Pepo Frick | Política verde           | Centro-esquerda          |
|         | Democratas pelo Liechtenstein      | Thomas Rehak                      | Conservadorismo          | Direita                  |

## Resultados Oficiais
| Partido                 | Partido                            | Votos   | %               | +/-   | Deputados | +/-     |
| ----------------------- | ---------------------------------- | ------- | --------------- | ----- | --------- | ------- |
|                         | União Patriótica                   | 72 361  | 35,89 / 100,00  | 2,16  | 10 / 25   | 2       |
|                         | Partido dos Cidadãos Progressistas | 72 319  | 35,88 / 100,00  | 0,74  | 10 / 25   | 1       |
|                         | Lista Livre                        | 25 943  | 12,86 / 100,00  | 0,24  | 3 / 25    | Estável |
|                         | Democratas pelo Liechtenstein      | 22 456  | 11,14 / 100,00  | Novo  | 2 / 25    | Novo    |
|                         | Os Independentes                   | 8 556   | 4,23 / 100,00   | 14,18 | 0 / 25    | 5       |
| Total                   | Total                              | 201 770 | 100,00 / 100,00 |       |           |         |
| Votos Inválidos         | Votos Inválidos                    | 717     | 3,79 / 100,00   |       |           |         |
| Total                   | Total                              | 15 901  | 100,00 / 100,00 |       | 25 / 25   |         |
| Eleitorado/Participação | Eleitorado/Participação            | 20 384  | 78,01 / 100,00  | 0,19  |           |         |
| Fonte                   | Fonte                              | [ 1 ]   | [ 1 ]           | [ 1 ] | [ 1 ]     | [ 1 ]   |

| ↓  |    |     |     |
| FL | VU | FBP | DpL |
| 2  | 10 | 10  | 3   |

## Resultados por Distrito Eleitoral
A tabela apresenta os resultados dos partidos que elegeram deputados:
| Distrito eleitoral | %    | D  | %    | D   | %    | D  | %    | D   | %   | D  | D  | Votantes |
| Distrito eleitoral | VU   | VU | FBP  | FBP | FL   | FL | DpL  | DpL | DU  | DU | D  | Votantes |
| ------------------ | ---- | -- | ---- | --- | ---- | -- | ---- | --- | --- | -- | -- | -------- |
| Oberland           | 36,9 | 6  | 34,7 | 6   | 13,7 | 2  | 9,7  | 1   | 5,0 | -  | 15 | 10 131   |
| Unterland          | 33,2 | 4  | 38,9 | 4   | 10,7 | 1  | 15,1 | 1   | 2,1 | -  | 10 | 5 770    |

### Oberland
| Partido                 | Partido                            | Votos   | %             | +/-     | Deputados | +/-     |
| ----------------------- | ---------------------------------- | ------- | ------------- | ------- | --------- | ------- |
|                         | União Patriótica                   | 54 018  | 36,9 / 100,0  | 2,5     | 6 / 15    | 1       |
|                         | Partido dos Cidadãos Progressistas | 50 844  | 34,7 / 100,0  | 1.1     | 6 / 15    | 1       |
|                         | Lista Livre                        | 20 026  | 13,7 / 100,0  | 0,4     | 2 / 15    | Estável |
|                         | Democratas pelo Liechtenstein      | 14 127  | 9,7 / 100,0   | Novo    | 1 / 15    | Novo    |
|                         | Os Independentes                   | 7 370   | 5,0 / 100,0   | 13,6    | 0 / 15    | 5       |
| Total                   | Total                              | 146 385 | 100,0 / 100,0 |         |           |         |
| Votos Inválidos         | Votos Inválidos                    | 372     | 3,67 / 100,0  |         |           |         |
| Total                   | Total                              | 10 131  | 100,0 / 100,0 |         | 15 / 15   |         |
| Eleitorado/Participação | Eleitorado/Participação            | 13 137  | 77,1 / 100,0  | Estável |           |         |
| Fonte                   | Fonte                              | [ 6 ]   | [ 6 ]         | [ 6 ]   | [ 6 ]     | [ 6 ]   |

### Unterland
| Partido                 | Partido                            | Votos  | %             | +/-   | Deputados | +/-     |
| ----------------------- | ---------------------------------- | ------ | ------------- | ----- | --------- | ------- |
|                         | Partido dos Cidadãos Progressistas | 21 475 | 38,9 / 100,0  | 0.6   | 4 / 10    | 1       |
|                         | União Patriótica                   | 18 343 | 33,2 / 100,0  | 1,2   | 4 / 10    | 1       |
|                         | Democratas pelo Liechtenstein      | 8 329  | 15,1 / 100,0  | Novo  | 1 / 10    | Novo    |
|                         | Lista Livre                        | 5 917  | 10,7 / 100,0  | 0,1   | 1 / 10    | Estável |
|                         | Os Independentes                   | 1 186  | 2,1 / 100,0   | 15,6  | 0 / 10    | 2       |
| Total                   | Total                              | 55 250 | 100,0 / 100,0 |       |           |         |
| Votos Inválidos         | Votos Inválidos                    | 242    | 4,19 / 100,0  |       |           |         |
| Total                   | Total                              | 5 770  | 100,0 / 100,0 |       | 10 / 10   |         |
| Eleitorado/Participação | Eleitorado/Participação            | 7 247  | 79,6 / 100,0  | 0,5   |           |         |
| Fonte                   | Fonte                              | [ 7 ]  | [ 7 ]         | [ 7 ] | [ 7 ]     | [ 7 ]   |